# Техника за емоционална свобода
Техниката за емоционална свобода (ТЕС) (на английски: Emotional Freedom Technique, EFT) е форма на консултирана намеса, която се основава на различните теории на алтернативната медицина, включително акупунктура, невролингвистично програмиране, енергийна медицина, терапия на мисловните полета. По време на една ТЕС сесия, клиентът се фокусира върху конкретен проблем, докато се почукват леко неговите така наречени „крайни точки на енергийните меридиани на тялото“. ТЕС е създадена от американския инженер Гари Крейг през 90-те години на 20 век, на базата на техниката на д-р Роджър Калахан Терапия на мисловните полета.

## Описание

### Процес
Според ТЕС-наръчника, тази процедура се състои от оценка на емоционалната интензивност на реакциите на участниците по скалата на Ликерт, след което се повтаря ориентирано утвърждаване при триене или лекичко почукване на специфични точки на човешкото тяло. Някои практикуващи включват движения на очите или други задачи. Емоционалната интензивност след това се преоценява и повтаря, докато се отбележи емоционална интензивност без промени.
Техниката за емоционална свобода понякога е наричана „акупресура без игли“ или „емоционална версия на иглотерапията“. Същността на ТЕС се заключава в стимулиране на определени точки, използвани в акупунктурата, при концентриране на вниманието в аспекта на проблема.

### Приложение
ТЕС се прилага при състояния на тревога и вълнение, стрес, физическа болка, фобия, зависимости, безсъница, натрапчиви мисли, а също и други психологически и физически симптоми.
Може също да се прилага за достигане на цели чрез целенасочено отстраняване на негативни емоции и състояния, които пречат това да се постигне.

### Особености
В книгата „Техника за емоционална свобода“ се обръща внимание на следните особености на техниката:
- Базовата процедура е проста при усвояване и приложение.
- Висока ефективност и бързина на постигнатите резултати.
- С малки усилия може да бъде проверена работоспособността на техниката.

## Изследвания
ТЕС е тема на различни публикации, както положителни, така и отричащи нейната състоятелност.

## Критика
Списание „Skeptical Inquirer“ определя ТЕС като лъженаука, базирайки се на недоказани с обективни изследвания твърдения.
Гари Крейг, създателят на ТЕС твърди, че техниката му работи с „енергийните меридиани“ в човешкото тяло, което се лекува, само когато енергията в него протича свободно. Основните препятствия за свободното и балансирано протичане на енергията са потиснатите и складирани негативни емоции.